# Двигатель с воспламенением однородной горючей смеси от сжатия
Двигатель с воспламенением однородной горючей смеси от сжатия (HCCI, от англ. Homogeneous charge compression ignition) — двигатель внутреннего сгорания, в котором хорошо смешанное топливо и окислитель (обычно воздух) сжимаются до точки самовоспламенения. Как и при других видах сгорания, эта экзотермическая реакция выделяет энергию, которая может быть преобразована двигателем в тепло и полезную работу.
Такой двигатель сочетает в себе характеристики обычных бензинового и дизельного двигателей. Бензиновые двигатели используют однородную смесь и искровое зажигание. Современные дизельные двигатели используют стратифицированную смесь и зажигание от сжатия.
Также как в бензиновом двигателе, в HCCI впрыск топлива происходит на такте впуска. Однако вместо использования электрической искры для зажигания малой части топливной смеси, HCCI сжимает всю смесь сразу, увеличивая её плотность и температуру, пока она одновременно не воспламенится во всему объёму.
Схожим образом работают современные дизельные двигатели, с той разницей, что там впрыск происходит позже, во время цикла сжатия. Горение происходит на границе воздуха и топлива, создавая больше выбросов, требуя менее насыщенную смесь и создавая более высокую температуру сгорания, приводя к более высокому КПД.
Управление HCCI двигателем требует применения микропроцессорной системы управления и понимание физики воспламенения. Такие двигатели могут сочетать сравнительно чистый выхлоп бензиновых и высокое КПД дизельных.
Также HCCI двигатели имеют чрезвычайно низкий выхлоп оксидов азота NOx даже без применения каталитического нейтрализатора. Тем не менее, для соответствия экологическим стандартам, требуется нейтрализация несгоревших углеводородов и угарного газа.
Последние исследования показали что использование гибридного топлива (например смеси дизтоплива и бензина) помогает лучше контролировать процессы зажигания и сгорания в HCCI двигателях.

## История
HCCI двигатели имеют долгую историю, хотя и не получили столь широкого распространения как бензиновые и дизельные. Такие двигатели были популярны до появления электрического искрового зажигания. Одним из таких двигателей является нефтяной (калоризаторный) двигатель в котором использовалась горячая испарительная камера для смешивания топлива с воздухом. Дополнительный нагрев совместно со сжатием создает условия для сгорания. Другим примером является компрессионный карбюраторный двигатель широко используемый в авиамоделизме.

## Работа

### Принцип
Смесь воздуха и топлива воспламеняется когда температура и давление смеси достаточно высоки. Концентрация и/или температура могут быть увеличены одним из следующих способов:
- Увеличение степени сжатия
- Предварительный нагрев газов наддува
- Наддув
- Увеличение или снижение рециркуляции выхлопных газов

Сразу после воспламенения начинается сгорание, которое протекает очень быстро. При слишком раннем самовоспламенении или выделении чрезмерно большого количества энергии, высокое давление в цилиндрах может привести к разрушению двигателя. Поэтому при работе двигателя как правило используется обедненная смесь.

### Преимущества
- Так как HCCI двигатель работает в режиме обедненной смеси, он может работать с высокой степенью сжатия (>15) как у дизеля[2].
- Однородная топливная смесь позволяет более полное сгорание с меньшими выбросами. Так как максимальные температуры ниже чем в двигателях с искровым зажиганием, то количество образующихся оксидов азота NOx минимально. Также такой двигатель не выбрасывает сажу[3].
- Двигатель может работать как на бензине, так и на дизеле и на большинстве альтернативных видов топлива[4].
- Также HCCI позволяет избежать потерь на дросселирование, что дополнительно увеличивает эффективность[5].

### Недостатки
- Сложности с холодным пуском.
- Высокие температура и скорость нарастания давления приводят к повышенному износу.
- Самовоспламенение трудно контролировать, в отличие от традиционных двигателей, контролируемых с помощью свечей зажигания и топливных форсунок (у дизеля)[6].
- HCCI двигатели имеют малый диапазон мощности ограниченный при малых нагрузках условиями воспламенения обедненной смеси и при высоких нагрузках пределом давления в цилиндрах[7].
- Выбросы угарного газа и несгоревших углеводородов выше, чем у обычных бензиновых двигателей из-за неполного окисления (из-за низкой температуры и высокой скорости сгорания)[8].

### Способы управления
Двигатель с воспламенением однородной горючей смеси от сжатия сложнее в управлении чем другие ДВС. В бензиновых двигателях используются свечи зажигания для воспламенения топливной смеси. В дизельных двигателях сгорание начинается когда топливо впрыскивается в предварительно сжатый воздух. И в том и в другом случае зажигание происходит в определенный момент времени. В HCCI двигателях же, сжимается однородная смесь топлива и воздуха и сгорание начинается в произвольный момент когда температура и давление становятся достаточными для самовоспламенения. Это означает отсутствие какого-либо определенного инициатора зажигания который бы можно было контролировать. Двигатель должен быть спроектирован таким образом, чтобы условия самовоспламенения достигались своевременно. Для стабильной работы система управления двигателем должна управлять условиями которые инициируют сгорание. Такими способами могут быть: степень сжатия, температура и давление наддува, изменение процента рециркуляции выхлопных газов.

#### Степень сжатия
Имеют значения две степени сжатия. Геометрическая степень сжатия может изменяться с помощью подвижного поршня в верхней части ГБЦ. Такая система используется в авиамодельных компрессионных карбюраторных двигателях. Эффективная степень сжатия может быть уменьшена относительно геометрической закрытием впускного клапана либо слишком рано, либо слишком поздно с помощью системы изменения фаз газораспределения(VVT). Оба способа требуют энергозатрат для достижения нужного быстродействия. Также они являются дорогостоящими, но эффективными. Влияние степени сжатия на процесс сгорания в HCCI двигателе является предметом исследований.

#### Температура наддува
Самовоспламенение в HCCI весьма чувствительно к температуре. Простейшим способом используемым для контроля температуры является использование резистивных нагревателей на впуске, однако быстродействие такого подхода недостаточно для изменения температуры в ходе одного такта. Другим способом является быстрое управление температурой(FTM), он реализуется путём смешивания горячего и холодного воздуха на впуске. Этот способ обладает необходимым быстродействием, но дорог и имеет ограничения по производительности.

#### Процент рециркуляции выхлопных газов
Выхлопные газы могут быть очень горячими если подаются обратно в цилиндры непосредственно из выпускного тракта, либо холодными если они прошли рециркуляцию через впуск как это делается в системах рециркуляции выхлопных газов(EGR). Выхлопные газы влияют на процесс сгорания в HCCI двояким образом. Они разбавляют свежий заряд, отсрочивая воспламенение и уменьшая выделение энергии и соответственно результирующую мощность. Горячие же продукты сгорания напротив увеличивают температуру в цилиндре и ускоряют начало зажигания. Управление HCCI двигателями с помощью EGR было продемонстрировано экспериментально.

#### Изменяемые фазы газораспределения
Изменяемые фазы газораспределения(VVA) расширяют рабочий диапазон HCCI двигателя позволяя более точно контролировать совокупность параметров температура-давление-время в камере сгорания. Это может быть достигнуто следующими способами:
- Управлением эффективной степенью сжатия: VVA на впуске может регулировать момент в который закрывается клапан впуска. Если это сделать после прохождения нижней мертвой точки, степень сжатия изменится за счет изменения давления.
- Регулируя количество возвращённых в камеру сгорания горячих выхлопных газов: VVA может регулировать это либо повторным открытием клапанов, либо временем одновременного открытия впуска и выпуска. Изменение баланса поступающих холодных и горячих выхлопных газов позволяет контролировать температуру внутри цилиндра.

Электрогидравлические и бесклапанные системы изменения фаз газораспределения хотя и дают контроль над работой двигателя чрезмерно сложны и дороги, в то время как широко распространённые механические системы могут быть настроены для достижения необходимых режимов работы двигателя.

#### Смесь различных видов топлива
Другим способом увеличения рабочего диапазона двигателя является контроль за началом самовоспламенения и тепловыделением с помощью изменения самого состава топлива. Обычно это достигается за счёт смешивания нескольких топлив "на лету" в одном двигателе. Примером являются доступные на рынке двигатели использующие природный газ и этанол совместно с бензином/дизелем. Достичь этого можно различными способами:
- Смешивание на входе: различные виды топлива смешиваются в жидкой фазе, одно с высокой воспламеняемостью(дизель) и другое с низкой(бензин). Момент зажигания в этом случае определяется составом смеси.
- Смешивание в камере сгорания: одно топливо может впрыскиваться во впускной тракт, а другое непосредственно в цилиндр.

#### Непосредственный впрыск: PCCI или PPCI Сгорание
Непосредственный впрыск с воспламенением от сжатия (CIDI) - отработанная технология контроля момента самовоспламенения и тепловыделения использующаяся в дизельных двигателях. Двигатель с воспламенением предварительно смешанной (частично) горючей смеси от сжатия (PPCI или PCCI) это компромисс между простыми в управлении CIDI двигателями и более экологически чистыми HCCI двигателями, в частности с малым образованием сажи. Тепловыделение контролируется созданием горючей смеси которая дольше горит и менее склонна к детонации. Это делается путём впрыскивания смеси в такой момент, чтобы к началу воспламенения в цилиндре образовывались участки с различным соотношением топлива и воздуха. Сгорание начинается в разных точках камеры сгорания в различный момент времени там самым замедляя тепловыделение. Смесь формируется таким образом чтобы избежать обогащённых участков смеси приводящих к образованию сажи. Применение EGR и дизтоплива с высокой устойчивостью к воспламенению даёт больше времени на смешивание до воспламенения снижая число обогащённых участков смеси.

### Предельное давление и скорость выделения тепла
В обычном ДВС сгорание происходит в режиме горения. Таким образом в каждый конкретный момент времени горит лишь некоторая часть топлива. Результатом этого являются сравнительно низкие давление и выделение энергии. В HCCI двигателях же вся топливовоздушная смесь воспламеняется одновременно и сгорает за меньшее время, при этом давление и выделение энергии значительно выше. Это повышает требования к прочности деталей двигателя.

### Мощность
В ДВС изменение(увеличение) мощности происходит простым введением большего количества топлива в цилиндры. Так как скорость выделения тепла в таких двигателях сравнительно невелика, они могут выдерживать подобное увеличение мощности. Однако, в HCCI двигателях увеличение соотношения топливо/воздух приводит к росту давления и тепловыделения. К тому же многие способы управления HCCI двигателями подразумевают предварительный нагрев топлива, что приводит к уменьшению плотности, а следовательно и массы топливовоздушной смеси в камере сгорания снижая мощность. Из-за этого регулирование мощности HCCI двигателя является сложной задачей.
Одним из способов является использование смешение топлив с различной стойкостью к самовоспламенению. Это уменьшает пиковое давление и тепловыделение и позволяет снизить коэффициент избытка воздуха. Другим способом является термическая стратификация топливовоздушной смеси таким образом, чтобы в разных точках сжимаемая смесь имела различную температуру и скорость горения. Третьим способом является ограничение работы двигателя в HCCI режиме только до при частичных нагрузках, переводя его в режим обычного сгорания(дизельного/бензинового) при полной мощности.

### Выбросы в окружающую среду
Так как HCCI работает на обеднённой смеси, максимальная температура в нём меньше чем в двигатлеях с искровым зажиганием и дизелях. Это приводит к уменьшению выбросов NOx, но также ведёт и к неполному сгоранию топлива, особенно вблизи стенок камеры сгорания. Это приводит к повышенному образованию угарного газа и повышенным выбросам углеводородов. Окислительный катализатор может улавливать подобные выбросы, т.к. в выхлопе всё ещё много кислорода.

### Отличия от детонации
Детонация происходит когда в бензиновом двигателе с искровым зажиганием несгоревшие газы самопроизвольно воспламеняются до подачи искры. Эти газы сжимаются по мере распространения горения и давление в камере сгорания растёт. Это вызывает ударную волну исходящую от смеси вблизи поршня и волну расширения движущуюся к поршню. Две волны отражаются от стенок камеры сгорания и взаимодействуют создавая высокоамплитудные стоячие волны, тем самым формируя простейшее термоакустическое устройство где резонанс усиливается увеличивающимся выделением тепла в процессе прохождения волны также как труба Рийке.
Подобный процесс происходит и в HCCI, однако в нём воспламенение происходит при поршневом сжатии более или менее одновременно по всему объёму сжимающейся смеси. Различия в давлении между различными регионами смеси, поэтому ударные волны не формируются и не происходит детонации, но достигается быстрый рост давления необходимый для достижения точки максимальной эффективности при почти изохорной реакции.

### Моделирование HCCI двигателей
Компьютерные модели для моделирования сгорания и тепловыделения в HCCI двигателях требуют подробных химических моделей. Это связано с тем что воспламенение больше связано с химической кинетикой чем с турбулентностью или искровыми процессами в обычных бензиновых и дизельных двигателях. Компьютерное моделирование показало важность определения фактической однородности смеси в цилиндрах, особенно в части её температуры. Эта гомогенность достигается за счёт турбулентности и теплопередачи от стенок цилиндра. Уровень температурной стратификации определяет скорость тепловыделения и соответственно склонность к детонации. Это ограничивает полезность допущения о рассмотрении всей смеси как единой зоны, поэтому потребовалась интеграция кода трёхмерной компьютерной гидрогазодинамики, как например KIVA CFD и кода быстрого решения функции вероятностного распределения плотности.

## Прототипы
На 2019 год до стадии серийного производства доведены только двигатели Mazda SkyActive-G второго поколения(Skyactive-X), устанавливающиеся на Mazda 3. Двухлитровый двигатель оснащён турбонаддувом и имеет степень сжатия 18:1.
Также были продемонстрированы:
- В 1994 году Honda представила мотоцикл EXP-2. Для имитации HCCI в двухтактном двигателе использовался выпускной клапан.
- В 2007-2009 General Motors демонстрировала модифицированный 2.2L двигатель Ecotec. Двигатель работал в HCCI режиме при спокойной езде и переходил в обычный режим (цикл Отто, искровое зажигание) при максимальной мощности.
- Mercedes-Benz создал прототип двигателя DiesOtto с управляемым самовоспламенением. Он был подемонстрирован в 2007 на Франкфуртском автошоу в составе прототипа F700.
- Volkswagen разработал 2 прототипа на основе дизельного и бензинового двигателей соответственно.
- В ноябре 2011 Hyundai представила GDCI двигатель работающие без свечей зажигания и использующий одновременно турбину и компрессор для контроля за самовоспламенением.
- Британская компания Oxy-Gen Combustion в партнерстве с Michelin и Shell создала прототип HCCI двигателя работающего на максимальной мощности.

## Иные применения
На данный момент большинство HCII двигателей остаются прототипами, но исследования в этой области привели к прогрессу в разработках топлива и двигателей, например:
- PCCI/PPCI сгорание — гибрид HCCI и обычных дизельных двигателей дающий больше контроля над процессами сгорания и тепловыделения с меньшими выбросами сажи и NOx.
- Прогресс в моделировании топлива — HCCI сгорание больше зависит от химической кинетики чем от турбулентности или искры, уменьшая сложность моделирования химии, от которой зависят окисление топлива и образование выбросов. Это привело к росту интереса и развитию химической кинетики описывающей окисление углеводородов.
- Применение топливных смесей — в связи с прогрессом в моделировании топлива, теперь можно производить детальное моделирование окисления углеводородов, оценивая топливные смеси бензин/дизель или этанол.